# سد رودخانه درینگ
سد رودخانه درینگ (به لاتین: Doring River Dam) یک سد در آفریقای جنوبی است که در کیپ شرقی واقع شده‌است.